# Starościn (Świerczów)
Starościn  (deutsch Sterzendorf) ist eine Ortschaft in Niederschlesien. Der Ort liegt in der Gmina Świerczów im Powiat Namysłowski in der Woiwodschaft Opole in Polen.

## Geographie

### Geographische Lage
Das Straßendorf Starościn liegt zwei Kilometer südlich des Gemeindesitzes Świerczów (Schwirz), 17 Kilometer südlich der Kreisstadt Namysłów (Namslau) sowie 38 Kilometer nordwestlich der Woiwodschaftshauptstadt Opole (Oppeln). Starościn liegt an der Grenze zur historischen Region Oberschlesien.
Der Ort liegt in der Nizina Śląska (Schlesische Tiefebene) innerhalb der Równina Oleśnicka (Oelser Ebene). Der Ort liegt im Landschaftsschutzgebiet Stobrawski Park Krajobrazowy. 

### Ortsteile
Ortsteile von Starościn sind die Weiler Górzyna (Vorwerk Oberhof) und Mała Kolonia (Friedrichsberg).

### Nachbarorte
Nachbarorte von Starościn sind im Norden Siemysłów (Steinersdorf) und im Süden Dąbrowa (Dammer).

## Geschichte

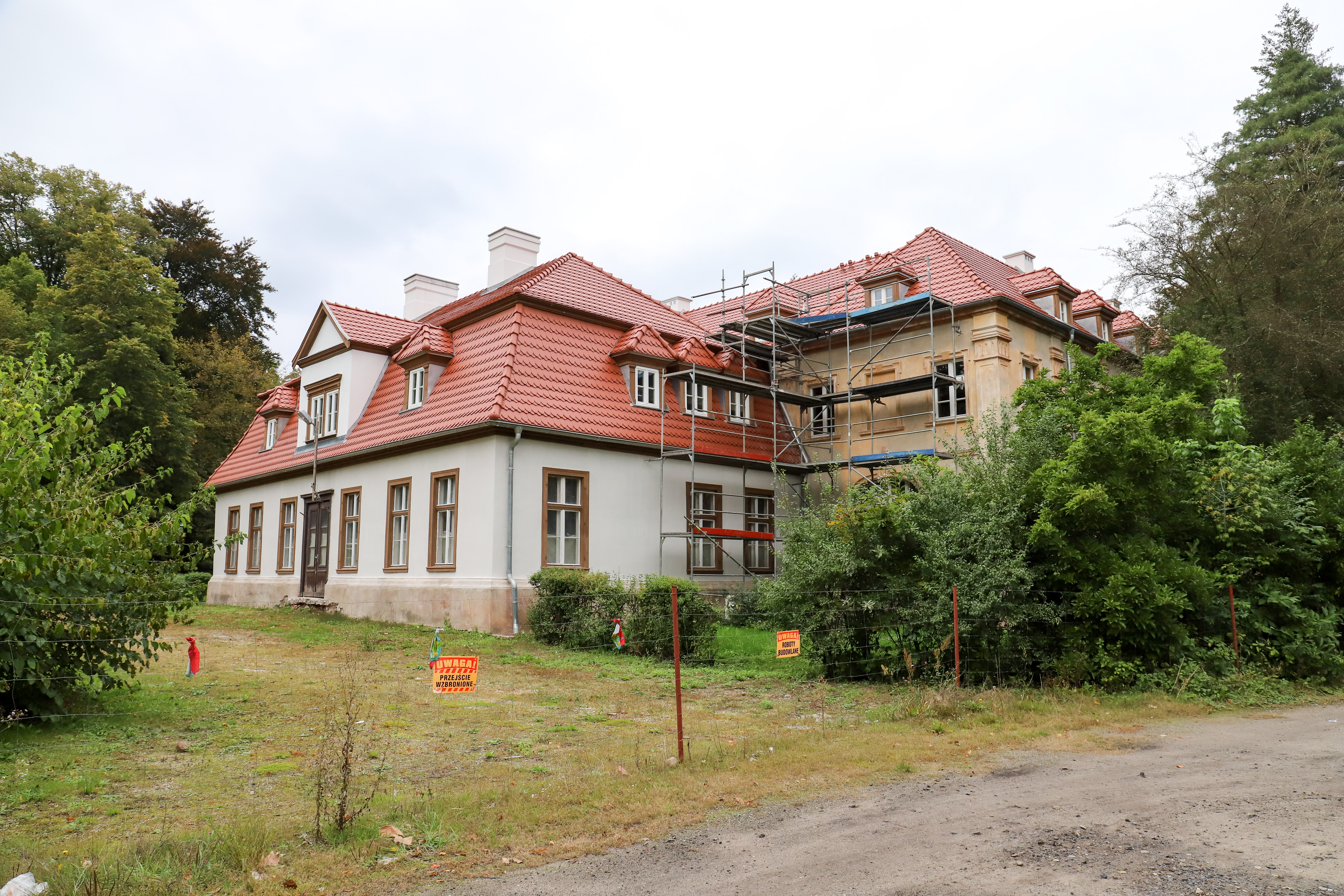
Das Schloss (2021)

Der Ort wurde 1353 erstmals als Stareczendorff erwähnt. Weitere Erwähnungen des Ortes erfolgten 1362 als Schoreyssyndorf, 1367 als Scorassindorf sowie 1394 als Starastendorf. 1479 gehörte das Dorf der Familie von Colli.
Nach dem Ersten Schlesischen Krieg 1742 fiel Sterzendorf mit dem größten Teil Schlesiens an Preußen.
Nach der Neuorganisation der Provinz Schlesien gehörte die Landgemeinde Sterzendorf ab 1816 zum Landkreis Namslau im Regierungsbezirk Breslau. 1845 bestanden im Dorf ein Schloss, zwei Vorwerke, eine evangelische Schule, eine katholische Kapelle, eine Ziegelei, zwei Wassermühlen und 87 Häuser. Im gleichen Jahr lebten in Sterzendorf 759 Menschen, davon 267 evangelisch und 9 jüdisch. 1874 wurde der Amtsbezirk Sterzendorf gegründet, welcher die Friedrichsberg, Groß Steinersdorf, Johannsdorf, Klein Steinersdorf und Sterzendorf und die Gutsbezirke Groß Steinersdorf, Klein Steinersdorf und Sterzendorf umfasste. Erster Amtsvorsteher war der Landschaftsdirektor Baron von Sauerma in Sterzendorf.
1926 wurde eine evangelische Kirche im Ort errichtet. 1933 zählte Sterzendorf 733, 1939 wiederum 726 Einwohner. Bis 1945 gehörte der Ort zum Landkreis Namslau.
Als Folge des Zweiten Weltkrieges kam der Ort unter 1945 an Polen. Er wurde in Starościn umbenannt und der Woiwodschaft Schlesien angeschlossen. 1950 wurde Starościn der Woiwodschaft Opole zugeteilt. 1960 wurde die evangelische Kirche abgerissen. 1999 wurde das Dorf Teil des wiedergegründeten Powiat Namysłowski.

## Sehenswürdigkeiten
- Das Schloss Sterzendorf (poln. Dwór Miejsce) wurde 1604 errichtet. Im 18. Jahrhundert wurde der Schlossbau im barocken Stil erweitert und umgebaut. Zwischen 1917 und 1919 wurde der Schlossbau nochmals erweitert und im neobarocken Stil umgebaut. Der Schlossbau steht seit 1958 unter Denkmalschutz.[6] 2022 steht es zum Verkauf.[7]
- Römisch-katholische Heilig-Kreuz-Kirche (poln. Kościół Podwyższenia Krzyża Świętego)
- Steinerne Wegekapelle aus dem 19. Jahrhundert

## Vereine

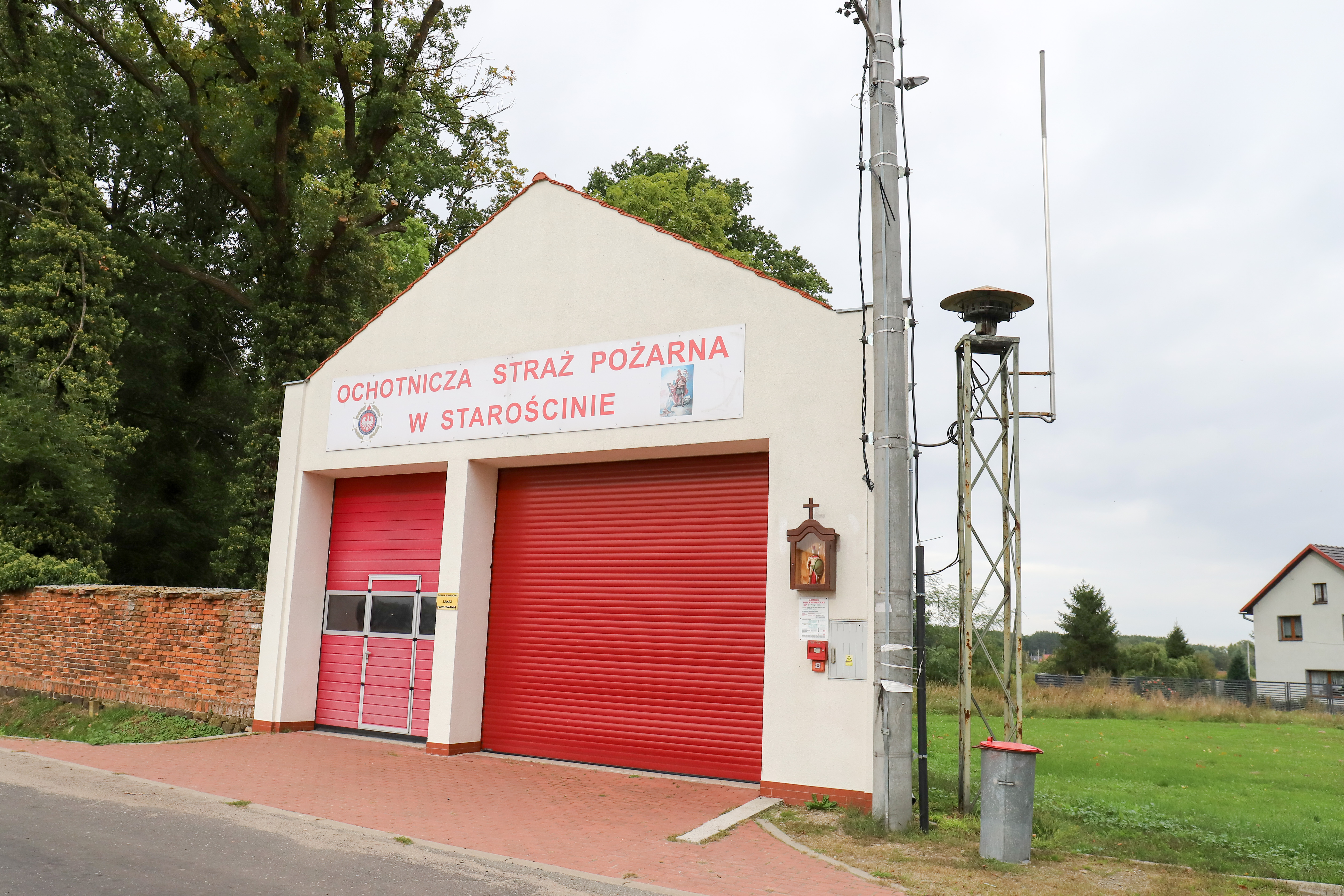
Gebäude der Freiwilligen Feuerwehr

- Freiwillige Feuerwehr OSP Starościn
- Fußballverein LZS Starościn